# Пахомий Зографски
Пахомий е изтъкнат български православен монах, дългогодишен библиотекар на Зографския манастир на Света гора.

## Биография
Роден е на 16 септември 1922 година в родопското село Лилково със светско име Иван Григоров Вълчев. През 1946 г. постъпва в Троянския манастир. Там се запознава с габровския индустриалец, общественик и дарител Кольо Карагьозов, син на Васил Карагьозов (Вениамин Схимонах, секретар от Зографски манастир). През 1950 г. е подстриган за монах в Троянския манастир от игумена архимандрит Климент. В манастира изпълнява послушание като клисар. На 1 август 1953 година е назначен за игумен на манастира „Свети Седмочисленици и Свети Дух“, край Годеч. На 27 октомври 1960 година, на празника на Света Петка е ръкоположен за йеродякон в храма „Света Петка“, София, от епископ Йосиф Знеполски. На 1 ноември 1960 година, деня на Свети Иван Рилски, йеродякон Пахомий е ръкоположен за йеромонах в „Свети Николай“, София, отново от епископ Йосиф. От 10 септември 1966 г. до смъртта си на 10 март 2008 г. пребивава само в Зографския манастир - йеросхимонах Пахомий Зографски, Атонски и Светогорски (Градината на Божията майка). Йеросхимонах Пахомий спасява два пъти Зографски манастир от чуждо религиозно нашествие.